# Nadreaktywność oskrzeli
Nadreaktywność oskrzeli – skłonność do skurczu oskrzeli i zmniejszenia przepływu powietrza w oskrzelach w wyniku zadziałania różnorodnych bodźców, które u osób zdrowych nie wywołują takiej reakcji.
Nadreaktywność oskrzeli jest charakterystyczną cechą astmy oskrzelowej, chociaż może się pojawiać także w innych chorobach i stanach patologicznych.
W ocenie nadreaktywności oskrzeli stosuje się testy prowokacyjne z histaminą i metacholiną. Są to metody czułe, ale mało swoiste. Bodźce pośrednie (wysiłek fizyczny, zimno, ATP) wyzwalające endogenne mediatory zapalenia są mniej czułe, ale bardziej swoiste.

Przeczytaj ostrzeżenie dotyczące informacji medycznych i pokrewnych zamieszczonych w Wikipedii.